# 不法行為の準拠法
不法行為の準拠法（ふほうこういのじゅんきょほう）とは、渉外的要素を持つ不法行為の成立および効力について適用される法域の法のことをいう。
渉外的私法関係については、法廷地法ではなく当該法律関係に最も密接な関係を有する地の法を準拠法としなければならないという国際私法のルールは、不法行為の場合でも同様である。その結果、最密接地としてどの法域の法を適用するかによって、損害賠償義務の有無や範囲等が変わることになる。

## 不法行為地法の原則

### 原則
不法行為の準拠法について、立法例として最も受け入れられている考え方は、原因たる事実の発生した地の法、すなわち不法行為地法を適用するという考え方である。その根拠としては、被害者の侵害された利益の救済の問題は、不法行為の行われた地の公益に関係すること、不法行為地以外の法域の法を適用すると損害賠償責任の有無や範囲について予測することが困難になること等があげられる。

### 法廷地法による修正
もっとも、古くは民事責任と刑事責任が区別されていなかった時代があったことや、不法行為の成立及び効果は法廷地の公序にもかかわりを持つことなどから、不法行為地において不法行為責任が認められても、法廷地法によっても不法行為責任が認められなければならないとする立法例も存在する。
例えば、イギリスにおいては、コモン・ロー上の原則として、外国で行われた不法行為に関し、イギリスの裁判所で不法行為に基づく請求が認められるためには、不法行為地法によってもイギリス法によっても請求可能でなければならないとする double actionablity ルールが存在していた（ただし、1995年の不法行為の準拠法に関する制定法の成立により、名誉毀損に関する請求を除いて double actionablity ルールは廃止）。また、ハンガリーや中華人民共和国の国際私法にも、同様のルールが存在する。

### 隔地的不法行為
不法行為地法を準拠法とした場合に生じる困難な問題は、不法行為の要件の成立が複数の法域にまたがっている場合に、いずれの地の法を準拠法にするかという点にある。
例えば、加害者がA国内で被害者に毒入りの食品を食べさせ、その後被害者がB国内で中毒症状を起こし、C国で死亡した場合（直列型）、A国内で名誉毀損行為が行われたが、その情報が国外の複数の国（B国、C国）にも拡散した場合（並列型）などについて、どの地が不法行為地となるかという問題が生じる。
この点については、加害者の行動地の法を準拠法にすべきとする考え方（行動地説）、現実に損害が発生した地の法を準拠法にすべきとする考え方（結果発生地説）、過失責任の場合は行動地の法が準拠法になるが無過失責任の場合は損害が発生した地の法が準拠法になるとする考え方（二分論）などが存在する。立法例としても、隔地的不法行為の場合を考慮した規定を置いている場合があり（イギリス、ドイツ、イタリア、スイスなど）、行動地法か結果発生地法かを被害者が選択することを可能とする例も存在する（ドイツ、イタリア）。

## 不法行為地主義に対する修正、批判
以上のように、不法行為の準拠法については、不法行為地法を適用するのが世界的に見られる傾向である。しかし、いつも不法行為地が問題となる法律関係に最も密接な地と言えるかについては批判もあり、そのような考え方に基づく立法例や判例も存在する。

### 共通属人法の考慮
まず、被害者と加害者の共通属人法を考慮する立場がある。伝統的な国際私法の考え方では、属人法の範囲は「人の身分及び能力に関する法」とされていたが、それを不法行為にも拡張するものである。
ドイツにおいては、1942年12月7日の命令において、外国におけるドイツ人間の不法行為については、不法行為地法を準拠法とせず、ドイツ法を準拠法とする例外が認められた。これは、戦争中に占領地でドイツ人間の車両事故が多発していたことによる不都合を解消する目的で出された命令であるが、判例によって、共通国籍の外国人間の不法行為についても当事者の共通本国法が準拠法になる旨、類推解釈されるに至った（その後の立法により、共通常居所を考慮する立場に移行）。
その他にも、共通属人法を考慮する例が存在するが、国籍、住所、常居所のどれを考慮するかについては、立法例が分かれる（共通住所地を考慮する例としてハンガリー、共通常居所地を考慮する例としてスイス、共通本国でかつ共通住所地を考慮する例としてイタリア）。

### 不法行為の類型化
不法行為一般について不法行為地法を準拠法にするのではなく、不法行為の類型に応じた最密接地の法を準拠法にすべきとの考え方も存在する。
例えば、スイスにおいては、道路交通事故、製造物責任、不正競争、競争制限、不動産に起因する有害物質等の進入、人格権侵害に類型を分けて、不法行為の準拠法の特則が規定されている。
また、ハーグ国際私法会議においても、不法行為一般について画一的に準拠法を規定するとする立場を採用せず、1971年の道路交通事故の準拠法に関する条約や1973年の製造物責任の準拠法に関する条約が採択されている。

### アメリカの抵触法革命
最密接地としてどの地が相応しいかについて異なる結論が導かれるとしても、以上の考え方は、いずれも基本的にサヴィニー以来の国際私法に対する考え方（法律関係本拠地説）を基調としている。これに対し、アメリカ合衆国においては、特に第二次世界大戦後になってから、国際私法の役割は複数の法域が目指している法政策を調整することにあり、統治利益が最も大きい法域の法を適用すべきとする考え方（いわゆるアメリカ抵触法革命）が有力に主張され、その議論に影響を受けた判例が現れた (Babcock v. Jackson事件)。
この事件は、ニューヨーク州の住民である運転者が、同州の住民である者を好意で同乗させ、カナダのオンタリオ州で交通事故を起こしたため同乗者に怪我をさせ、損害賠償請求を受けた事案である。伝統的な不法行為地法主義によれば、オンタリオ州法に従って損害賠償義務の有無や範囲が決まることになるところ、オンタリオ州法では、運転者の好意同乗者に対する損害賠償義務は免責されることになっていた。このような事案につき、ニューヨーク州最高裁判所は、オンタリオ州法を適用することの統治利益は、ニューヨーク州法を適用することの統治利益に比べて極めて小さいものであるとして、オンタリオ州法による損害賠償義務の免責を認めず、ニューヨーク州法に従って損害賠償義務を認めた。
なお、米国抵触法第2リステートメントにおいては、不法行為の準拠法につき、その争点につき事実及び当事者と最も重要な関係を有する国の法によるとされている。

### 当事者による法の選択
不法行為の規律は公益的な側面が強いものの、不法行為によりいったん発生した債権は通常は金銭債権であることが多い。また、実質法（民法、商法）においては金銭債権については当事者による処分が認められていることなどから、準拠法の選択についても当事者自治を認めるのが妥当とも考えられる。
このような考慮から、不法行為の準拠法について、準拠法の選択の合意を認める立法例も存在する。あらゆる国の法を選択可とする例としては、ドイツ、オーストリア、オランダがあり、法廷地法のみを選択可とする例としては、スイス、大韓民国がある。

## 日本における不法行為の準拠法
以下は、日本が法廷地になった場合の不法行為の準拠法に関する扱いである。

### 不法行為地法の意義
日本では、2007年1月1日から施行された法の適用に関する通則法（平成18年法律第78号、以下「通則法」という）によって全面改正される前の法例（明治31年法律第10号）において、原則として「原因タル事実ノ発生シタル地」が不法行為の成立及び効力の準拠法になるのを原則としつつ（法例11条1項）、日本国外で発生した事実が日本法によれば不法ではない場合には、当該不法行為地法を適用しないとともに（同条2項）、日本国外で発生した事実が日本法によっても不法な場合であっても、日本法が認めた損害賠償その他の処分しか請求できない（同条3項）ものとしていた。
通則法においても、不法行為地法と法廷地法を併用する立場は貫かれているが、解釈上分かれていた点の明確化や準拠法の選択の柔軟化がされている。
まず、隔地的不法行為における不法行為地の意義に関して解釈が分かれていた点について、被害者保護の観点から「加害行為の結果が発生した地」と規定することにより、結果発生地説を採用することを明確にした（通則法17条本文）。ただし、これを貫くと、通常は想定されない地で加害行為の結果が発生した場合に、加害者にとって予見できない事態が生じる場合もある。そのため、「その地における結果の発生が通常予見することのできない」場合には、例外的に加害行為が行われた地の法を適用するものとしている（同条但書）。

### 個別類型
法例においては、解釈上はともかく、明文上は不法行為の類型に応じた個別的な規律はされていなかった。これに対し通則法では、不法行為の類型に応じて最密接地を選択すべきであるとする近時の考え方を考慮し、生産物責任と名誉・信用毀損の準拠法について、特例を設けた。

#### 生産物責任の特例
生産物で引渡しがされたものの瑕疵により他人の生命、身体又は財産を侵害する不法行為によって生ずる生産業者等に対する債権の成立及び効力については、通則法17条の規定にかかわらず、被害者が生産物の引渡しを受けた地の法によるとして（通則法18条本文）、いわゆる市場地法を準拠法にすることを原則とした。
ただし、問題となる引渡地における引渡しが通常予見できないものではない場合については、生産業者等の保護の観点から、生産業者等の主たる事業所の所在地法（事業所を有しない場合は常居所地法）によるとの例外を認めている（通則法18条但書）。例えば、A国に事業所がある生産業者甲が、B国の定める安全性に関する基準に合致した製品をB国に輸出したところ、盗難により基準が異なるC国で販売され、C国で製品を購入した乙が欠陥により損害を被った場合、原則的として甲の責任の準拠法はC国法になるが、客観的に見てC国での引渡は予見できないと判断される場合は、A国法が準拠法になる。
なお、通則法において、一般的に使われる「製造物」や「製造業者等」という語を用いず、「生産物」や「生産業者等」という語が用いられているのは、日本の製造物責任法（平成6年法律第85号）で使用されている語より広い概念を意味することによる。

#### 名誉又は信用の毀損の特例
不法行為について、通則法17条本文に規定する結果発生地法を準拠法とすると、名誉や信用を毀損する情報が複数の法域に伝播した場合に、いずれの地が結果発生地になるのかという問題が生じ（被害が一番大きい地の法の選択するのか、情報が伝播した全ての法域を結果発生地とするのかなど）、法的解決が複雑になる恐れがある。
そのため、通則法では、準拠法の明確化、被害者の保護、加害者の予見可能性の観点から、名誉毀損又は信用毀損の不法行為については、被害者の常居所地法を準拠法にすることにより、バランスをとった（通則法19条）。例えば、A国に居住する甲が、B国内のサーバに設置されている電子掲示板に、C国に常居所を有する乙の名誉を毀損する書き込みをした場合、C国法に基づき不法行為の成否が判断される。
名誉や信用以外の人格権を毀損した場合については、条文上は本条の送致範囲には含まれていない。この点に関する立案担当者の解説によると、いかなる権利が人格権の範疇に含まれるかが各国により様々であることから、適用範囲を明確にすることが困難である等として、特則規定は設けられなかったとされている（小出邦夫編著『一問一答 新しい国際私法』112頁）。これに対しては、パブリシティ権侵害と呼ばれるものについてはいわゆる市場の問題であり、通常の不法行為として扱う（通則法17条の問題として結果発生地法が原則になる）べきであるのに対し、プライバシー権の侵害については名誉や信用を毀損した場合と異なる連結政策を採るのは妥当ではないとして、19条の送致範囲に含まれるとの見解も示されている（澤木敬郎＝道垣内正人『国際私法入門〔第6版〕』246頁）。

### より密接な関係がある地がある場合の例外
以上のような、通則法の規定（原則としての結果発生地法、生産物責任の市場地法、名誉毀損・信用毀損の場合の被害者の常居所地法）にかかわらず、具体的な事案によっては、これら以外の地の法を準拠法とするのが妥当な解決を生む場合も考えられる。
そのため、通則法は、上記の規定にかかわらず、不法行為当時に当事者が法域を同一にする地に常居所を有していたこと、当事者間の契約に基づく義務違反による不法行為であること、その他の事情などに照らして、明らかに当該事案に関してより密接な関係がある地が他に存在する場合は、当該他の地の法を準拠法にすることにした（通則法20条）。

### 当事者による事後的な準拠法の変更
不法行為によって生じた債権については当事者自治を認めるのが妥当とも考えられることは前述したとおりである。
そのため、通則法においては、第三者の権利を害さない限り、不法行為の当事者による不法行為の発生後における準拠法の変更を認めることにした（通則法21条）。

### 法廷地の公序による制限
不法行為の準拠法が外国法になる場合において、日本法によれば不法にならない場合や、日本法では認められない損害賠償その他の処分については、当該外国法が適用されないとして、法廷地法を考慮する規律は、通則法においても法例における規律と同様である（通則法22条）。
例えば、英米法で認められている懲罰的損害賠償の制度は日本法には存在しない。そのため、通則法17条本文により懲罰的損害賠償の制度がある地の法が適用される事案について日本の裁判所に損害賠償請求訴訟を起こした場合は、日本法により認められる損害賠償ではないとして（通則法22条2項）、懲罰的損害賠償の額に相当する部分については請求が棄却される。